# Serie B 2008/2009
Soutěžní ročník Serie B 2008/09 byl 77. ročník druhé nejvyšší italské fotbalové ligy. Soutěž začala 30. srpna 2008 a skončila 30. května 2009. Účastnilo se jí opět 22 týmů z toho se 15 kvalifikovalo z minulého ročníku, 3 ze Serie A a 4 ze třetí ligy. Nováčci ze třetí ligy jsou: Salernitana Calcio, US Sassuolo Calcio, AC Ancona, AS Cittadella.
V sezoně měl hrát klub FC Messina Peloro, jenže po finančním krachu nedostávají licenci hrát druhou ligu. Místo něj hraje klub US Avellino, který skončil v minulélém ročníku na 19. místě.
První 2 kluby v tabulce postupovali přímo do Serie A. Play off hrály kluby o jedno postupové místo do Serie A vyřazovacím způsobem (klub ze 3. místa hrál s klubem ze 6. místa a klub ze 4. místa hrál s klubem který obsadil 5. místo). Sestupovali poslední 3 kluby v tabulce (20., 21. a 22. místo) přímo a klub který skončil na 18. a 19. místě se utkali na 2 zápasy v play out, poražený sestoupil do třetí ligy. 

## Tabulka
| Poř. | Tým                  | Z  | V  | R  | P  | VG | OG | B  |
| ---- | -------------------- | -- | -- | -- | -- | -- | -- | -- |
| 1.   | AS Bari              | 42 | 22 | 14 | 6  | 65 | 35 | 80 |
| 2.   | Parma FC             | 42 | 19 | 19 | 4  | 65 | 34 | 76 |
| 3.   | AS Livorno Calcio    | 42 | 16 | 20 | 6  | 64 | 40 | 68 |
| 4.   | Brescia Calcio       | 42 | 18 | 13 | 11 | 54 | 40 | 67 |
| 5.   | Empoli FC            | 42 | 18 | 13 | 11 | 53 | 44 | 67 |
| 6.   | US Grosseto FC       | 42 | 18 | 10 | 14 | 64 | 66 | 64 |
| 7.   | US Sassuolo Calcio   | 42 | 15 | 15 | 12 | 57 | 50 | 60 |
| 8.   | US Triestina Calcio  | 42 | 16 | 11 | 15 | 52 | 47 | 59 |
| 9.   | UC AlbinoLeffe       | 42 | 15 | 13 | 14 | 49 | 49 | 58 |
| 10.  | Piacenza FC          | 42 | 14 | 13 | 15 | 48 | 48 | 55 |
| 11.  | Frosinone Calcio     | 42 | 13 | 14 | 15 | 48 | 53 | 53 |
| 12.  | Vicenza Calcio       | 42 | 13 | 13 | 16 | 44 | 41 | 52 |
| 13.  | AC Mantova 1911      | 42 | 12 | 16 | 14 | 41 | 46 | 52 |
| 14.  | Salernitana Calcio   | 42 | 14 | 9  | 19 | 46 | 56 | 51 |
| 15.  | Modena FC            | 42 | 13 | 12 | 17 | 54 | 63 | 51 |
| 16.  | Ascoli Calcio 1898 1 | 42 | 14 | 10 | 18 | 37 | 48 | 51 |
| 17.  | AS Cittadella        | 42 | 11 | 17 | 14 | 42 | 43 | 50 |
| 18.  | FC Rimini Calcio     | 42 | 13 | 11 | 18 | 43 | 56 | 50 |
| 19.  | AC Ancona            | 42 | 14 | 7  | 21 | 54 | 66 | 49 |
| 20.  | Pisa Calcio          | 42 | 12 | 12 | 18 | 45 | 55 | 48 |
| 21.  | US Avellino 2        | 42 | 9  | 15 | 18 | 41 | 61 | 40 |
| 22.  | Treviso FBC 1        | 42 | 7  | 15 | 20 | 37 | 62 | 35 |

Poznámky
- Z = Odehrané zápasy; V = Vítězství; R = Remízy; P = Prohry; VG = Vstřelené góly; OG = Obdržené góly; B = Body
- 1  Ascoli Calcio 1898 a Treviso FBC přišly během sezóny o 1 bod.
- 2  US Avellino přišlo během sezóny o 2 body.

|  | Postup do Serie A 2009/10                  |
|  | Play off                                   |
|  | Sestup do Lega Pro Prima Divisione 2009/10 |

## Play off
Boj o postupující místo do Serie A.

### Semifinále
Empoli FC – Brescia Calcio 1:1 a 0:3
US Grosseto FC – AS Livorno Calcio 2:0 a 1:4

### Finále
Brescia Calcio – AS Livorno Calcio 2:2 a 0:3
Poslední místo pro postup do Serie A 2009/10 vyhrál tým AS Livorno Calcio.

## Play out
Boj o setrvání v Serii B.
AC Ancona – FC Rimini Calcio 1:1 a 1:0
V Serii B zůstal klub AC Ancona. Klub FC Rimini Calcio sestoupil do třetí ligy.